# Bijeraghogarh (stato)
Lo stato di Bijeraghogarh (detto anche Vijayaraghagarh) fu uno stato principesco del subcontinente indiano, avente per capitale la città di Bijeraghogarh.

## Storia
Fino al 1826, il principato di Bijeraghogarh era parte di un altro regno chiamato Maihar. Nello stesso anno, il governo britannico conquistò l'area e rese indipendente Bijeraghogarh. Il buon rapporto con gli inglesi si interruppe però nel 1857 durante il regno di Suryu Prasad, il secondo sovrano dello stato, quando questi decise di prendere parte all'ammutinamento dei sepoy. Le truppe inglesi occuparono lo stato durante la repressione della ribellione; poi lo stato non venne ristabilito, col pretesto che il sovrano locale fosse corrotto e incompetente. Lo stato venne fuso col distretto di Jabalpur nell'India britannica.

### Governanti
I sovrani di Ballabhgarh portavano il titolo di raja.

#### Raja
- Prayag Das (1826-1846)
- Suryu Prasad (1846–1858)